# Jacques Lataste
Jacques Lataste (* 7. června 1922 La Grand-Combe – 11. listopadu 2011) byl francouzský sportovní šermíř, který se specializoval na šerm fleretem.
Francii reprezentoval ve čtyřicátých a padesátých letech. Na olympijských hrách startoval v roce 1948, 1952 a 1956 v soutěži jednotlivců a družstev. V roce 1950 a 1955 obsadil třetí místo na mistrovství světa v soutěži jednotlivců. S francouzským družstvem fleretistů vybojoval na olympijských hrách 1948 a 1952 zlatou olympijskou medaili a na olympijských hrách 1956 stříbrnou olympijskou medaili. V roce 1951 a 1953 vybojoval s družstvem titul mistrů světa.